# Kometa Enckego
Kometa Enckego (nazwa oficjalna 2P/Encke) – kometa krótkookresowa należąca do grupy komet typu Enckego. Ma najkrótszy okres ze wszystkich znanych komet i była obserwowana w czasie powrotu do Słońca już ponad 60 razy (oprócz 1944 roku).

## Odkrycie i nazwa
Kometa 2P/Encke odkryta została 17 stycznia 1786 roku przez Pierre’a Méchaina. Odkrywcy udało się ją zaobserwować jeszcze 19 stycznia tego samego roku, po czym ze względu na małą odległość od Słońca została zagubiona. Okres obserwacji był wówczas zbyt krótki, aby wyznaczyć orbitę tego ciała niebieskiego.
Po raz drugi kometę dostrzegła Caroline Herschel w 1795. Również podczas tego powrotu w pobliże Słońca obserwowano ją stosunkowo krótko i ponownie nie zauważono, że jest ona kometą okresową. Sytuacja powtórzyła się w 1805 roku. Dopiero obserwacje z przełomu lat 1818 i 1819 (dokonane przez francuskiego astronoma Jean-Louisa Ponsa) pozwoliły na stosunkowo dokładne obliczenie orbity. Człowiekiem, który tego dokonał, był niemiecki matematyk Johann Franz Encke, który obliczył, że kometa powróci w 1822 roku. Encke odkrył przyspieszenie w ruchu komety, wynoszące ok. 2,5 godziny na jeden obieg wokół Słońca. Dalsze badania ruchu komety prowadzone przez rosyjskiego astronoma O. Backlunda wykazały, że przyspieszenie to maleje z czasem. Dla uczczenia tego faktu obiekt ten został nazwany kometą Enckego (a nie jak w przypadku większości komet od nazwiska odkrywcy). Kometa Enckego jest drugą kometą (po komecie Halleya), w przypadku której stwierdzono, że jest kometą okresową, dlatego też jej oficjalne oznaczenie to 2P/Encke.

## Orbita i właściwości fizyczne
Kometa 2P/Encke okrąża Słońce w czasie 3,3 roku i jest kometą o najkrótszym znanym okresie obiegu. Peryhelium jej orbity znajduje się w odległości 0,339 j.a., a aphelium 4,097 j.a. od Słońca. Kąt nachylenia orbity względem ekliptyki to 11,75°.
Od czasu odkrycia systematycznie, choć powoli, słabnie jej aktywność kometarna. Podczas ostatnich powrotów (jak np. w 2003 roku) można było ją obserwować przy pomocy niedużej lornetki. Średnicę jądra ocenia się na około 4,8 km, a jego okres obrotu wokół własnej osi wynosi nieco ponad 11 godzin.

## Roje meteorów
Kometa ta jest prawdopodobnie macierzystym źródłem rojów meteorów wchodzących w skład Kompleksu Taurydów: Październikowych Arietidów, Południowych Taurydów, Północnych Taurydów oraz chi Orionidów. Roje te powstały prawdopodobnie w wyniku rozpadu istniejącej wcześniej komety Enckego na istniejący dziś obiekt oraz kilka mniejszych zaliczanych do planetoid. Roje wchodzące w skład Kompleksu Taurydów znajdują się w śladzie tych obiektów. Z obserwacji wynika, że kometa Enckego może powodować także deszcz meteorytów na Merkurym. Według jednej z hipotez oderwany fragment komety Enckego stał się meteoroidem, który spowodował katastrofę tunguską.

## Nieudana misja do komety
Kometa Enckego miała być celem przelotu w 2003 sondy CONTOUR. Sonda uległa jednak zniszczeniu podczas manewru opuszczenia orbity wokółziemskiej.